# Cafiero Filippelli
Cafiero Filippelli (Livorno, 4 dicembre 1889 – 25 febbraio 1973) è stato un pittore italiano.
Frequentò l'Accademia delle Belle Arti di Firenze, entrando in contatto con Giovanni Fattori e con il maestro dell'arte liberty Galileo Chini.
Allievo dello scultore Lorenzo Gori e dell'acquarellista Lorenzo Cecchi, fece tesoro di tutte queste lezioni, sviluppando una pittura che procedeva lungo il solco della tradizione post-macchiaiola, mediata da istanze culturalmente più ampie.
Specializzato negli interni a luce artificiale, che mettono in evidenza un'anima e un'inclinazione intimista, seppe tuttavia spaziare anche nella pittura en plen air, soddisfacendo così gli stimoli che gli provenivano dal mercato dell'arte.
Le sue marine e i suoi paesaggi, brulicanti di figure soprattutto femminili, svelano un'attitudine spiccata per il ritratto. 
I quadri dagli anni cinquanta in poi perdono smalto e subiscono una notevole riduzione delle quotazioni.
Cafiero Filippelli partecipò a varie edizioni della Biennale di Venezia e delle Quadriennali romane. Fu membro del Gruppo Labronico.
Il figlio Silvano sarà politico comunista, presidente della Provincia di Livorno e animatore culturale della città labronica.